# Xbox Live Event Player
The Xbox Live Event Player es un applicacion para la Xbox 360 usado para ver eventos en vivo usando Xbox Network. 

## Eventos
| Evento                       | Fecha de evento         | Países disponibles | Categoría           |
| ---------------------------- | ----------------------- | --- | ------------------- |
| 2012 Revolver Golden Gods    | 11 de abril de 2012     | Australia, Canadá, Estados Unidos, Reino Unido | Concerto            |
| Miss Teen USA 2012           | 28 de julio de 2012     | Alemania, Australia, Brasil, Canadá, Chile, Colombia, España, Estadios Unidos, Francia, Irlandia, Italia, México, Nueva Zelanda, Países Bajos, Polonia, Reino Unido, Sudáfrica                             | Concurso de belleza |
| iHeartRadio Music Festival   | Septiembre de 2012      | Estados Unidos | Concerto            |
| 2012 Spike Video Game Awards | 7 de diciembre de 2012  | Estados Unidos | Show de premios     |
| Miss Universo 2012           | 19 de diciembre de 2012 | Canadá, Estadios Unidos | Concurso de belleza |
| Miss Teen USA 2013           | Julio de 2013           | Alemania, Argentina, Australia, Brasil, Canadá, Chile, Colombia, España, Estadios Unidos, Francia, Irlandia, Italia, Israel, México, Nueva Zelanda, Países Bajos, Polonia, Reino Unido, Sudáfrica, Turquía | Concurso de belleza |

## Enlaces
- Xbox Live Event Player (enlace roto disponible en Internet Archive; véase el historial, la primera versión y la última).

- Datos: Q9096588